# Bataille de Héric
Chouannerie
La bataille de Héric a lieu le 10 octobre 1795 lors de la Chouannerie. Elle s'achève par la victoire des chouans, qui s'emparent du bourg de Héric. 

## Prélude
Début octobre 1795, les divisions chouannes de Châteaubriant, d'Ancenis, Varades et de Segré commandées respectivement par les colonels Jean Terrien, dit Cœur de Lion, René Palierne de La Haudussais, Guillaume Plouzin, dit Le Lion et Mathurin Ménard dit Sans-Peur, se rassemblent à Saffré sous le commandement du général Pierre Louis Godet de Châtillon, commandant en second de l'Armée catholique et royale du Maine, d'Anjou et de la Haute-Bretagne,. Au total, ces forces sont estimées à 5 000 hommes, avec un canon,. 

## Déroulement
Afin de se rapprocher de Nantes et de contrôler la région au nord de cette ville, les chouans attaquent le cantonnement de Héric défendu par 300 soldats républicains,. Ces derniers sont surpris et abandonnent le bourg. Ils se rallient cependant sur une vaste lande et se forment en carré,. Ils parviennent ainsi à contenir les attaques des chouans et se replient en bon ordre,.

## Pertes
Selon les notes rédigées par prêtre anonyme au début du XIXe siècle et publiées en 1898 par l'historien Arthur du Chêne, les républicains perdent 40 des 300 hommes de la garnison. En 2009, l'auteur Tanneguy Lehideux estime que les chouans comme les républicains perdent environ 40 hommes tués ou blessés lors de la bataille,. Terrien a un cheval tué sous lui lors de l'affrontement.

## Conséquences
Avec la perte du poste de Héric, les républicains ne contrôlent plus aucun poste entre Nantes et Châteaubriant. Muscar, le commandant du poste de Blain, adresse alors une lettre alarmiste au général Tuncq : « Des secours ! Des secours ! Ou les chouans nous exterminent et avec nous tout ce pays, et avec ce pays la République, et avec la République... je frémis d'horreur ». 
Tuncq se met alors en marche avec une colonne formée par trois bataillons et réoccupe Héric sans combattre le 11 octobre. Le lendemain, il se porte à Nozay, sans trouver trace de l'armée de Châtillon. Tuncq gagne ensuite Châteaubriant, puis retourne à Nozay.
Cependant, des exactions sont commises lors de ces quatre jours de battue. Muscar s'en plaint dans une lettre adressée le 15 octobre au général Lazare Hoche : « J'ai des vérités affligeantes à vous dire, mon général. La colonne de Tuncq a répandu dans le pays la consternation et le désespoir ; elle a doublé, par le désordre de sa marche et par le plus infâme brigandage, le nombre de nos ennemis. Sa trace dans le pays, au lieu d'être marquée du sang des brigands, l'est par les larmes des malheureux et par le sang des patriotes ». Tuncq lui-même déplore le comportement de ses soldats dans un courrier adressé à Hoche : « Il est affreux qu'il ne soit plus possible de conduire à l'ennemi des troupes qui se disent républicaines sans répandre dans les campagnes ce torrent de tous les crimes. [...] Patience, prières, menaces, rien n'a pu s'opposer à la férocité de ces scélérats bourreaux, indignes de servir la liberté à laquelle ils ne reconnaissent plus d'autre sens que l'exercice illimité du meurtre et du brigandage. [...] C'est par un amas de telles horreurs que nos ennemis se multiplient et achèvent d'écraser ces malheureuses contrées ».